# Währungsunion-Finanzstabilitätsgesetz
Das Währungsunion-Finanzstabilitätsgesetz (WFStG) im Langtitel Gesetz zur Übernahme von Gewährleistungen zum Erhalt der für die Finanzstabilität in der Währungsunion erforderlichen Zahlungsfähigkeit der Hellenischen Republik vom 7. Mai 2010, ermöglicht Kredite für Griechenland, um die griechische Finanzkrise zu überwinden und den Euro zu stabilisieren.
Mit dem WFStG setzte Deutschland den gemeinsam mit den übrigen Mitgliedstaaten der Eurozone gefassten Beschluss zu einem Finanzhilfepaket für Griechenland um, das mit einem dreijährigen Programm des Internationalen Währungsfonds (IWF) verbunden ist. Das Gesamtprogramm hat einen Umfang von 110 Milliarden Euro, wovon der IWF 30 Milliarden Euro übernimmt. Der deutsche Anteil an den Krediten beträgt über den gesamten Zeitraum hinweg rund 22,4 Milliarden Euro. Die Kredite werden Griechenland durch die KfW Bankengruppe gewährt, für die der Bund garantiert.
Da sich die griechische Krise bald darauf zur Euro-Krise ausweitete, beschloss der Europäische Rat schon wenige Tage nach Verabschiedung des Währungsunion-Finanzstabilitätsgesetzes die Einrichtung des Europäischen Stabilitätsmechanismus (ESM). Zu dessen Umsetzung in deutsches Recht folgte am 22. Mai 2010 das Gesetz zur Übernahme von Gewährleistungen im Rahmen eines europäischen Stabilisierungsmechanismus. Der ESM, mit dem 2011 unter anderem Kredite für Irland und Portugal finanziert wurden, basiert in seinen Grundzügen auf einer ähnlichen Funktionsweise wie die Griechenland-Hilfe, hat aber eine andere Rechtsgrundlage.

## Entstehung
Am 7. Mai 2010 verabschiedeten der Deutsche Bundestag sowie der Deutsche Bundesrat das WFStG. Bei der Abstimmung im Bundestag enthielt sich die SPD-Fraktion weitgehend, da die Regierung nicht der Forderung der SPD nachgekommen war, sich für die Einführung einer Finanztransaktionssteuer starkzumachen. Das Gesetz vom 7. Mai 2010 wurde noch am gleichen Tag im Bundesgesetzblatt verkündet (BGBl. I S. 537). Es trat am Tage nach seiner Verkündung (8. Mai 2010) in Kraft.

## Verfassungsbeschwerden
Das Bundesverfassungsgericht wies die Eilanträge gem. § 32 BVerfGG gegen das Gesetz als unbegründet zurück.
Am 7. Mai 2010 reichten Joachim Starbatty, Wilhelm Hankel, Wilhelm Nölling, Karl Albrecht Schachtschneider und Dieter Spethmann Beschwerde beim Bundesverfassungsgericht ein. Nach ihrer Meinung verstößt der Milliardenkredit gegen die Nichtbeistands-Klausel in Art. 125 AEU-Vertrag, die eine Haftung von Mitgliedstaaten oder der Europäischen Union als Ganzer für die Schulden anderer Mitgliedstaaten ausschließt. Durch die Griechenlandhilfe werde die EU zu einer „Haftungs- und Transfergesellschaft“. Außerdem sei der deutsche Bundestag nicht in der nach dem Grundgesetz notwendigen Form in die Beschlüsse einbezogen worden.
Das Bundesverfassungsgericht hat am 9. Sept. 2011 die Verfassungsbeschwerden, soweit zulässig, als unbegründet zurückgewiesen. Gegen das Währungsunion-Finanzstabilitätsgesetz und das Gesetz zur Übernahme von Gewährleistungen im Rahmen eines europäischen Stabilisierungsmechanismus bestehen keine durchgreifenden verfassungsrechtlichen Bedenken.